# Trophée Bill Russell du meilleur joueur des Finales NBA
Le Trophée Bill Russell du meilleur joueur des Finales NBA (Bill Russell NBA Finals Most Valuable Player Award) récompense chaque année le meilleur joueur (MVP) des finales de la National Basketball Association, depuis 1969.
Le trophée de MVP des Finales était à ses débuts un trophée noir avec une sphère dorée représentant un ballon de basket-ball, au design proche du Trophée Larry O'Brien récompensant l'équipe championne NBA. Le trophée porte depuis 2009 le nom de Bill Russell, pivot des Celtics de Boston des années 1960 et champion NBA à onze reprises. La récompense est décernée par un jury de membres des médias qui désignent le lauréat après la fin de la dernière rencontre. Depuis les Finales 2008, les fans votant par internet sur le site NBA.com constituent le 10e membre du jury.
Cette distinction revient presque toujours à un joueur de l'équipe gagnante : la seule exception fut la première édition du trophée, remis à Jerry West en 1969 alors que son équipe des Lakers de Los Angeles avait perdu face aux Celtics de Boston.
Michael Jordan est le joueur ayant remporté le plus souvent le trophée, six fois en six participations aux Finales, devant LeBron James qui l'a été à 4 reprises. Jordan et Shaquille O'Neal sont les seuls joueurs à remporter le titre, trois fois consécutivement (Jordan a accompli l’exploit à deux reprises). Andre Iguodala est le seul lauréat à ne pas avoir débuté tous les matchs de la série.
Magic Johnson est le plus jeune MVP des Finales (20 ans et 276 jours), et le seul rookie, en 1980 avec 21,5 points, 11,2 rebonds et 8,7 passes par match, avec un sixième match décisif légendaire, conclu avec 42 points, 15 rebonds et 7 passes décisives et une victoire obtenue malgré l'absence de Kareem Abdul-Jabbar. Abdul-Jabbar est, à 38 ans et 2 mois en 1985, le plus vieux lauréat et quatorze saisons séparent le premier et le dernier trophée. Hakeem Olajuwon est le premier vainqueur originaire d'Afrique et Tony Parker le premier d'origine européenne. Dirk Nowitzki, Giánnis Antetokoúnmpo, Nikola Jokić et Shai Gilgeous-Alexander sont les autres joueurs internationaux à avoir remporté le titre,,,. Lebron James est le seul jouer à avoir gagné ce titre dans trois équipes différentes.

## Palmarès

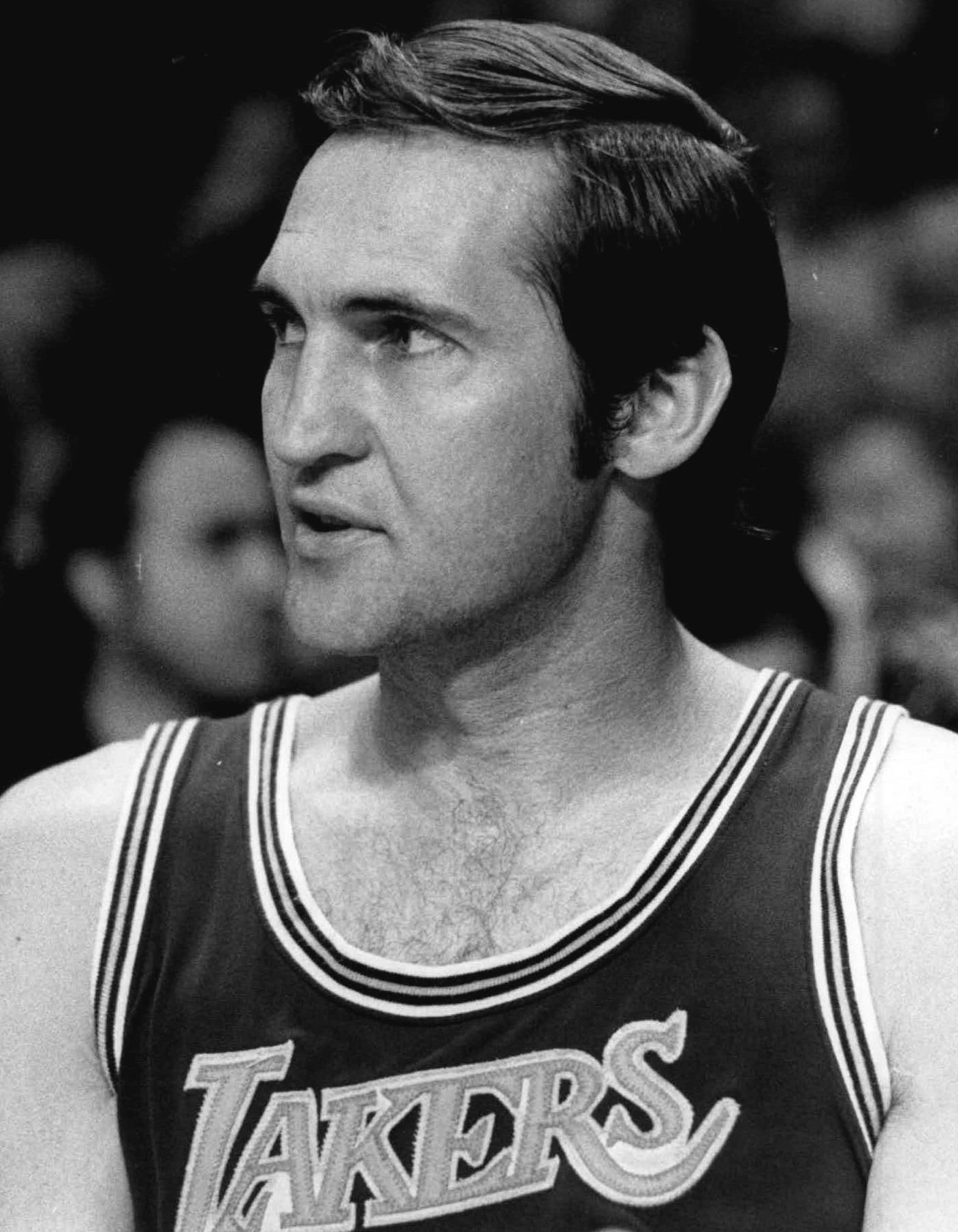
Jerry West, le premier vainqueur, est le seul lauréat à avoir perdu la série de finales.

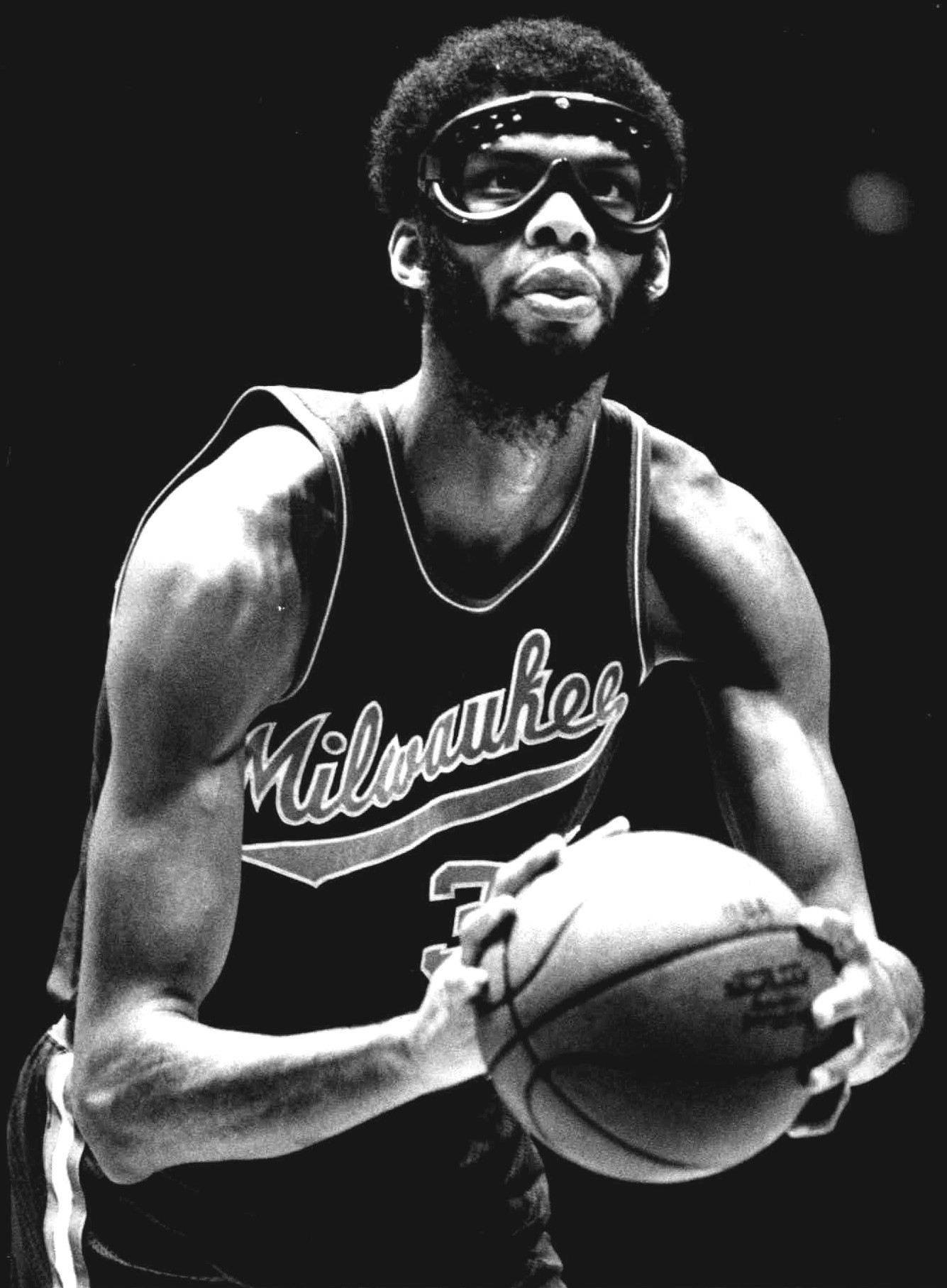
Kareem Abdul-Jabbar, qui l'a remporté deux fois, est le lauréat le plus âgé.

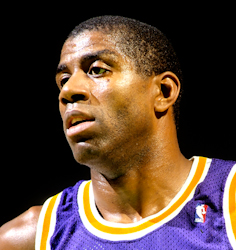
Magic Johnson est le seul joueur à remporter le titre en étant rookie.

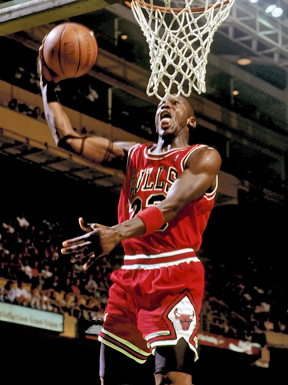
Michael Jordan a remporté le titre à six reprises.

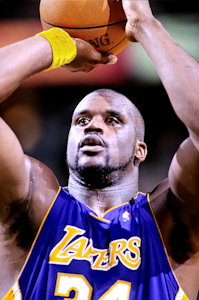
Shaquille O'Neal est le seul joueur, avec Michael Jordan, à remporter le titre trois fois consécutivement.

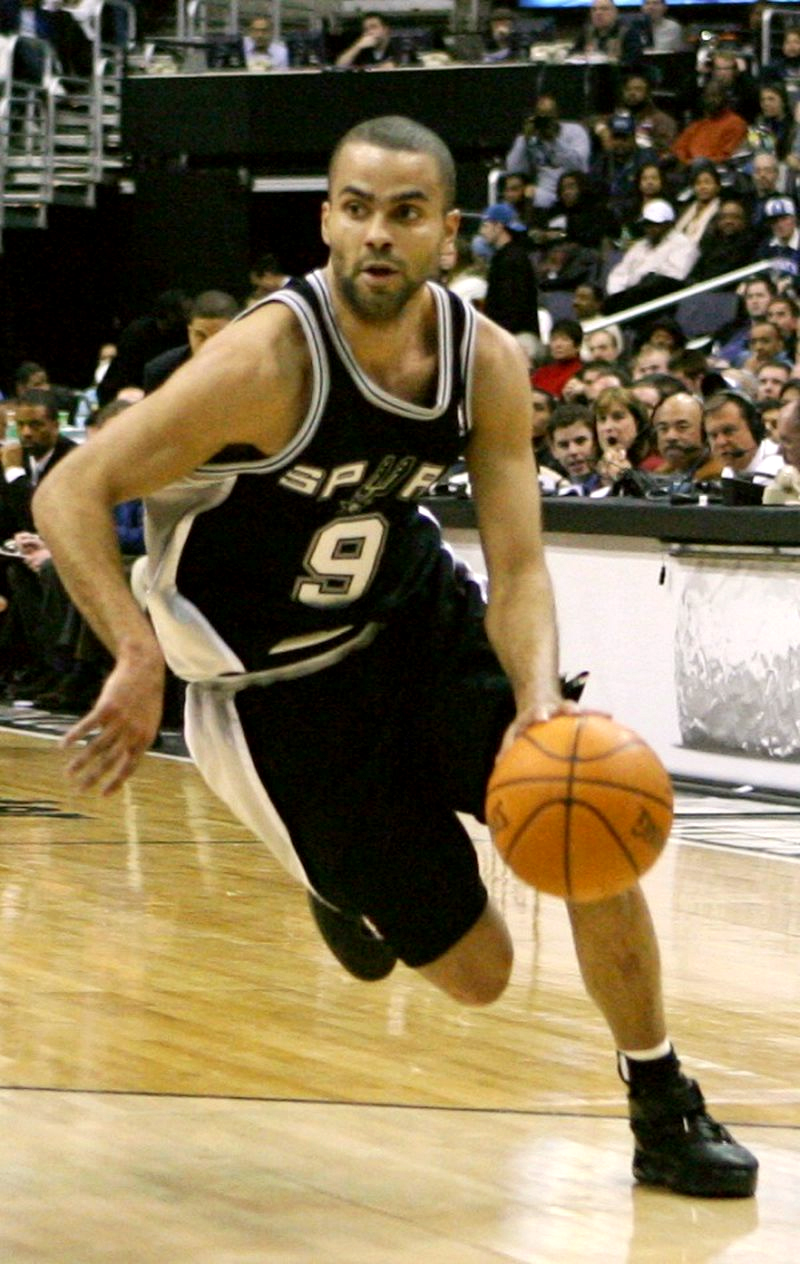
Tony Parker est le second joueur non-américain à remporter le titre, après Hakeem Olajuwon.

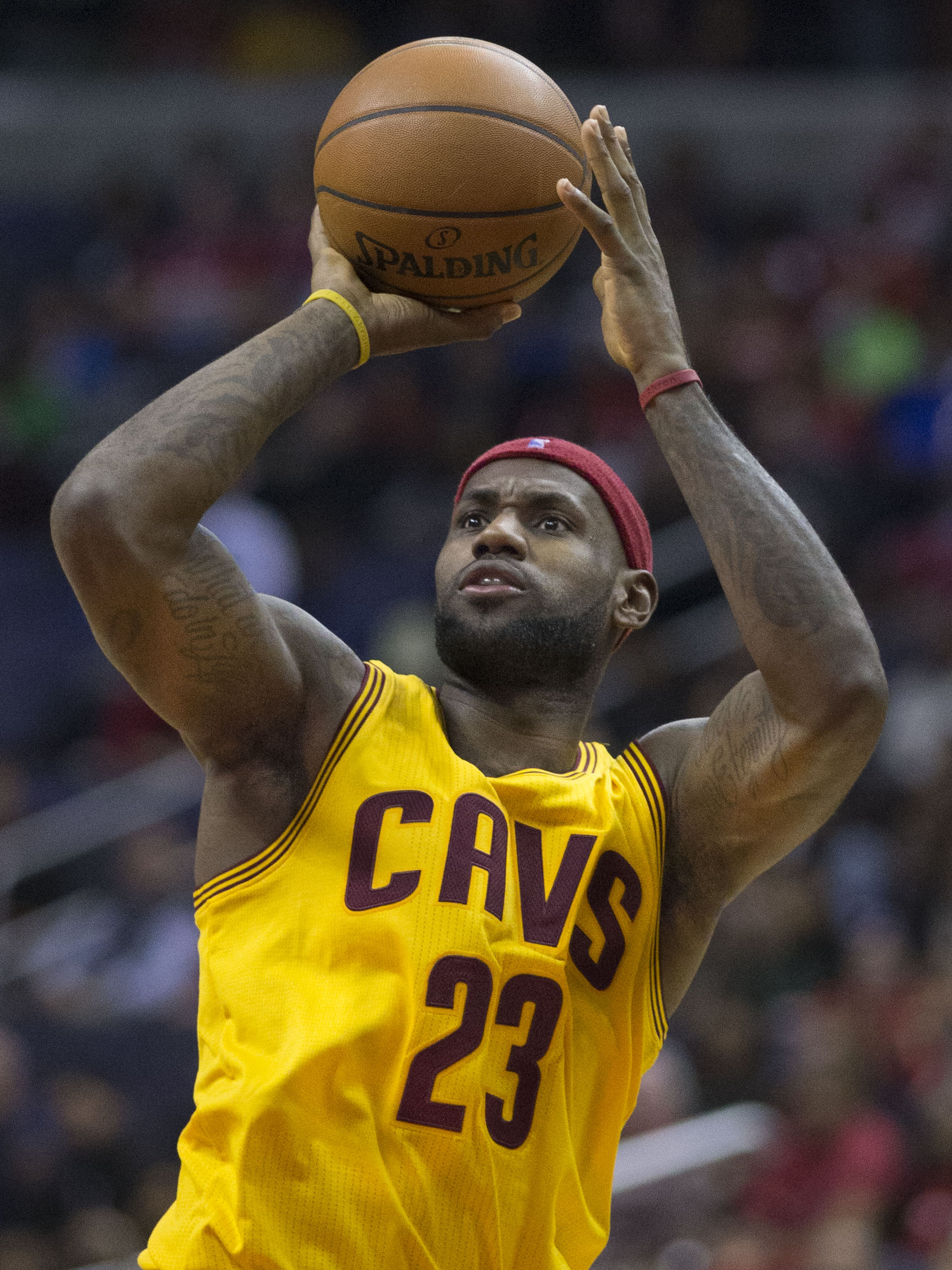
LeBron James est le seul joueur à avoir remporté le titre avec trois équipes différentes.

|            | Joueur étant toujours en activité en NBA                       |
|            | Membre du Naismith Memorial Basketball Hall of Fame            |
|            | L'équipe du joueur a perdu les Finales NBA                     |
| Joueur (X) | Indique le nombre de fois où le joueur a été nommé MVP         |
| Equipe (X) | Indique le nombre de fois qu'un joueur de cette équipe a gagné |

| Saison | Joueur                  | Position          | Nationalité | Équipe                       |
| ------ | ----------------------- | ----------------- | ----------- | ---------------------------- |
| 1969   | Jerry West              | Meneur            | Américaine  | Lakers de Los Angeles        |
| 1970   | Willis Reed             | Pivot             | Américaine  | Knicks de New York           |
| 1971   | Kareem Abdul-Jabbar     | Pivot             | Américaine  | Bucks de Milwaukee           |
| 1972   | Wilt Chamberlain        | Pivot             | Américaine  | Lakers de Los Angeles (2)    |
| 1973   | Willis Reed (2)         | Pivot/Ailier      | Américaine  | Knicks de New York (2)       |
| 1974   | John Havlicek           | Arrière/Ailier    | Américaine  | Celtics de Boston            |
| 1975   | Rick Barry              | Ailier            | Américaine  | Warriors de Golden State     |
| 1976   | Jo Jo White             | Meneur            | Américaine  | Celtics de Boston (2)        |
| 1977   | Bill Walton             | Pivot             | Américaine  | Trail Blazers de Portland    |
| 1978   | Wes Unseld              | Pivot/Ailier      | Américaine  | Bullets de Washington        |
| 1979   | Dennis Johnson          | Arrière           | Américaine  | SuperSonics de Seattle       |
| 1980   | Magic Johnson           | Meneur            | Américaine  | Lakers de Los Angeles (3)    |
| 1981   | Cedric Maxwell          | Ailier            | Américaine  | Celtics de Boston (3)        |
| 1982   | Magic Johnson (2)       | Meneur            | Américaine  | Lakers de Los Angeles (4)    |
| 1983   | Moses Malone            | Pivot             | Américaine  | 76ers de Philadelphie        |
| 1984   | Larry Bird              | Ailier            | Américaine  | Celtics de Boston (4)        |
| 1985   | Kareem Abdul-Jabbar (2) | Pivot             | Américaine  | Lakers de Los Angeles (5)    |
| 1986   | Larry Bird (2)          | Ailier            | Américaine  | Celtics de Boston (5)        |
| 1987   | Magic Johnson (3)       | Meneur            | Américaine  | Lakers de Los Angeles (6)    |
| 1988   | James Worthy            | Ailier            | Américaine  | Lakers de Los Angeles (7)    |
| 1989   | Joe Dumars              | Arrière           | Américaine  | Pistons de Détroit           |
| 1990   | Isiah Thomas            | Meneur            | Américaine  | Pistons de Détroit (2)       |
| 1991   | Michael Jordan          | Arrière           | Américaine  | Bulls de Chicago             |
| 1992   | Michael Jordan (2)      | Arrière           | Américaine  | Bulls de Chicago (2)         |
| 1993   | Michael Jordan (3)      | Arrière           | Américaine  | Bulls de Chicago (3)         |
| 1994   | Hakeem Olajuwon         | Pivot             | Nigériane   | Rockets de Houston           |
| 1995   | Hakeem Olajuwon (2)     | Pivot             | Nigériane   | Rockets de Houston (2)       |
| 1996   | Michael Jordan (4)      | Arrière           | Américaine  | Bulls de Chicago (4)         |
| 1997   | Michael Jordan (5)      | Arrière           | Américaine  | Bulls de Chicago (5)         |
| 1998   | Michael Jordan (6)      | Arrière           | Américaine  | Bulls de Chicago (6)         |
| 1999   | Tim Duncan              | Ailier fort/Pivot | Américaine  | Spurs de San Antonio         |
| 2000   | Shaquille O'Neal        | Pivot             | Américaine  | Lakers de Los Angeles (8)    |
| 2001   | Shaquille O'Neal (2)    | Pivot             | Américaine  | Lakers de Los Angeles (9)    |
| 2002   | Shaquille O'Neal (3)    | Pivot             | Américaine  | Lakers de Los Angeles (10)   |
| 2003   | Tim Duncan (2)          | Ailier fort/Pivot | Américaine  | Spurs de San Antonio (2)     |
| 2004   | Chauncey Billups        | Meneur            | Américaine  | Pistons de Detroit (3)       |
| 2005   | Tim Duncan (3)          | Ailier fort/Pivot | Américaine  | Spurs de San Antonio (3)     |
| 2006   | Dwyane Wade             | Arrière           | Américaine  | Heat de Miami                |
| 2007   | Tony Parker             | Meneur            | Française   | Spurs de San Antonio (4)     |
| 2008   | Paul Pierce             | Ailier            | Américaine  | Celtics de Boston (6)        |
| 2009   | Kobe Bryant             | Arrière           | Américaine  | Lakers de Los Angeles (11)   |
| 2010   | Kobe Bryant (2)         | Arrière           | Américaine  | Lakers de Los Angeles (12)   |
| 2011   | Dirk Nowitzki           | Ailier fort       | Allemande   | Mavericks de Dallas          |
| 2012   | LeBron James            | Ailier            | Américaine  | Heat de Miami (2)            |
| 2013   | LeBron James (2)        | Ailier            | Américaine  | Heat de Miami (3)            |
| 2014   | Kawhi Leonard           | Ailier            | Américaine  | Spurs de San Antonio (5)     |
| 2015   | Andre Iguodala          | Ailier            | Américaine  | Warriors de Golden State (2) |
| 2016   | LeBron James (3)        | Ailier            | Américaine  | Cavaliers de Cleveland       |
| 2017   | Kevin Durant            | Ailier            | Américaine  | Warriors de Golden State (3) |
| 2018   | Kevin Durant (2)        | Ailier            | Américaine  | Warriors de Golden State (4) |
| 2019   | Kawhi Leonard (2)       | Ailier            | Américaine  | Raptors de Toronto           |
| 2020   | LeBron James (4)        | Ailier            | Américaine  | Lakers de Los Angeles (13)   |
| 2021   | Giánnis Antetokoúnmpo   | Ailier fort       | Grecque     | Bucks de Milwaukee (2)       |
| 2022   | Stephen Curry           | Meneur            | Américaine  | Warriors de Golden State (5) |
| 2023   | Nikola Jokić            | Pivot             | Serbe       | Nuggets de Denver            |
| 2024   | Jaylen Brown            | Ailier/Arrière    | Américaine  | Celtics de Boston (7)        |
| 2025   | Shai Gilgeous-Alexander | Meneur/Arrière    | Canadienne  | Thunder d'Oklahoma City      |

## Joueur les plus titrés
| Joueur              | Équipe                                                                   | Total | Année                              |
| ------------------- | ------------------------------------------------------------------------ | ----- | ---------------------------------- |
| Michael Jordan      | Bulls de Chicago                                                         | 6     | 1991, 1992, 1993, 1996, 1997, 1998 |
| LeBron James        | Heat de Miami (2), Cavaliers de Cleveland (1), Lakers de Los Angeles (1) | 4     | 2012, 2013, 2016, 2020             |
| Magic Johnson       | Lakers de Los Angeles                                                    | 3     | 1980, 1982, 1987                   |
| Tim Duncan          | Spurs de San Antonio                                                     | 3     | 1999, 2003, 2005                   |
| Shaquille O'Neal    | Lakers de Los Angeles                                                    | 3     | 2000, 2001, 2002                   |
| Willis Reed         | Knicks de New York                                                       | 2     | 1970, 1973                         |
| Kareem Abdul-Jabbar | Bucks de Milwaukee (1), Lakers de Los Angeles (1)                        | 2     | 1971, 1985                         |
| Larry Bird          | Celtics de Boston                                                        | 2     | 1984, 1986                         |
| Hakeem Olajuwon     | Rockets de Houston                                                       | 2     | 1994, 1995                         |
| Kobe Bryant         | Lakers de Los Angeles                                                    | 2     | 2009, 2010                         |
| Kawhi Leonard       | Spurs de San Antonio (1), Raptors de Toronto (1)                         | 2     | 2014, 2019                         |
| Kevin Durant        | Warriors de Golden State                                                 | 2     | 2017, 2018                         |